# Dysphania semiflava
Dysphania semiflava là một loài bướm đêm trong họ Geometridae.